# Уокер, Скотт Кевин
Скотт Кевин Уокер (англ. Scott Kevin Walker; род. 2 ноября 1967, Колорадо-Спрингс, Колорадо) — американский политик, представляющий Республиканскую партию. 45-й губернатор штата Висконсин (2011—2019).

## Биография

### Ранние годы, образование и карьера
Скотт Уокер родился в Колорадо-Спрингс, штат Колорадо, в семье Патрисии Энн (урожденной Фитч) и Ллевелина Скотта Уокера. Его мать была бухгалтером, а отец — баптистским священником. Его семья переехала в Плейнфилд, Айова, а когда Уокеру исполнилось 10 лет — в Делаван, Висконсин, город с населением 8000 человек, где его отец стал известным проповедником.
Во время учёбы в средней школе Уокер посетил двухнедельные тренинги по руководству и управлению, проводимые организацией «Американский легион»: Badger Boys State в Висконсине и Boys Nation в Вашингтоне. В это время он в Вашингтоне встретил Рональда Рейгана, который стал его вдохновителем и кумиром. В рядах бойскаутов Уокер достиг самого высокого ранга — «Скаут-орёл».
В 1986 году Уокер окончил Дарьенскую среднюю школу и поступил в Университет Маркетта в Милуоки. Он проучился там четыре года, но не окончил. Параллельно Уокер работал неполный рабочий день в IBM. С 1990 по 1994 год он работал на Американский Красный Крест.

### Политическая карьера
В 1990 году, в возрасте 22 лет, Уокер впервые баллотировался в Законодательное собрание штата Висконсин, но потерпел поражение от представительницы Демократической партии Гвен Мур. Однако уже в 1993 году, на внеочередных выборах, он победил демократа Криса Амента. Уокер переизбирался четыре раза и работал в законодательном собрании до 2002 года, когда стал главой исполнительной власти округа Милуоки.
Во время работы в законодательном собрании Уокер проявлял особый интерес к области уголовного правосудия и был председателем комитета по исправительным учреждениям и судам. На протяжении многих лет он работал в ряде других комитетов, в том числе в комитете здравоохранения, комитете финансовых институтов и комитете жилищного строительства. Он был активным сторонником принятия законопроекта, который обязывает избирателей на выборах предъявлять удостоверения с фотографией.
В конце апреля 2009 года Уокер выдвинул свою кандидатуру на пост губернатора штата Висконсин. 14 сентября 2010 года он выиграл первичные выборы, получив 59 % голосов избирателей, в то время как бывший конгрессмен Марк Ньюманн — 39 %. 2 ноября 2010 года Уокер выиграл всеобщие выборы, набрав 52 % от общего числа поданных голосов, а его ближайший соперник, демократ Том Барретт, получил 46 %.

### Политические позиции
Уокер выступает против абортов при любых обстоятельствах, в том числе в случаях изнасилования, инцеста или для защиты жизни матери. Он поддерживает половое просвещение, ограниченное воздержанием в государственных школах, а также выступает против поддерживаемых государством медицинских услуг, которые обеспечивают контроль над рождаемостью, и тестирования и лечения венерических заболеваний подростков в возрасте до 18 лет без согласия родителей. Он поддерживает право фармацевтов отказаться от заполнения рецептов на противозачаточные средства по религиозным или моральным соображениям. Уокер поддерживает исследование взрослых стволовых клеток, но против исследований эмбриональных стволовых клеток человека.

### Личная жизнь
В феврале 1993 года Уокер женился на Тонетте Тарантино, у них двое детей, Алекс и Мэтт. Они являются прихожанами межконфессиональной евангелистской церкви в Вауватосе.